# Sam Hardy
Sam Hardy (21 de março de 1883 – 16 de outubro de 1935) foi um ator norte-americano de teatro e cinema que atuou em filmes durante as eras silenciosa e sonora.